# Scott McTominay
Scott McTominay, né le 9 décembre 1996 à Lancaster en Angleterre, est un footballeur international écossais qui évolue au poste de milieu de terrain au SSC Naples.

## Biographie

### En club
Formé à Manchester United, Scott McTominay prend part à sa première rencontre en équipe première en entrant en fin de rencontre lors d'un match de Premier League face à Arsenal le 7 mai 2017. Deux semaines plus tard, il est titulaire à l'occasion du dernier match de championnat de la saison le 21 mai 2017 contre Crystal Palace, qui voit la victoire des Mancuniens sur le score de 2-0.
Le milieu de terrain participe à la tournée de pré-saison des Red Devils aux États-Unis en juillet 2017. Le 30 de ce mois, il inscrit son premier but en match amical face aux Norvégiens de Vålerenga (0-3). En septembre, il est promu par José Mourinho en équipe première.
Le 18 octobre 2017, McTominay dispute son premier match de Ligue des champions en entrant en cours de jeu face au Benfica Lisbonne (victoire 0-1).
Le 2 avril 2019, il inscrit son premier but sous le maillot de Manchester United à l'occasion d'un match de Premier League contre Wolverhampton (défaite 2-1).
Le 23 juin 2020, il prolonge son contrat jusqu'en 2025 avec une année en option.
Après plus de 20 ans à Manchester United, il quitte les Mancuniens et rejoint pour quatre ans les italiens de SSC Naples. Avec Naples, il remporte le Scudetto de la saison 2024/2025.

### En sélection
Le 23 mars 2018, Scott McTominay honore sa première sélection avec l'équipe d'Écosse en étant titularisé lors d'un match amical face au Costa Rica (défaite 0-1).
McTominay est retenu dans la liste des vingt-six joueurs écossais sélectionnés par Steve Clarke pour disputer l'Euro 2020.
Dans une poule complexe marquée par la présence de l'Espagne et de la Norvège, Scott McTominay marque les esprits lors des éliminatoires de l'Euro 2024 en finissant meilleur buteur de son groupe (7 buts). Par cette performance, il permet à sa sélection de se qualifier pour l'Euro 2024.
En juin 2024, il fait partie de la liste des 26 joueurs convoqués par Steve Clarke pour disputer l'Euro 2024. Le 19 juin, il inscrit face à la Suisse le premier but de la rencontre mais ne peut empêcher le match nul de son équipe 1-1.

## Statistiques
| Saison                | Club                  | Championnat           | Championnat | Championnat | Championnat | Coupe nationale | Coupe nationale | Coupe nationale | Coupe de la Ligue | Coupe de la Ligue | Coupe de la Ligue | Supercoupe | Supercoupe | Supercoupe | Compétition(s) continentale(s) | Compétition(s) continentale(s) | Compétition(s) continentale(s) | Compétition(s) continentale(s) | Écosse | Écosse | Écosse | Total | Total | Total |
| Saison                | Club                  | Division              | M.          | B.          | P.d.        | M.              | B.              | P.d.            | M.                | B.                | P.d.              | M.         | B.         | P.d.       | Comp.                          | M.                             | B.                             | P.d.                           | M.     | B.     | P.d.   | M.    | B.    | P.d.  |
| 2016-2017             | Manchester United     | Premier League        | 2           | 0           | 0           | -               | -               | -               | -                 | -                 | -                 | -          | -          | -          | C3                             | -                              | -                              | -                              | -      | -      | -      | 2     | 0     | 0     |
| 2017-2018             | Manchester United     | Premier League        | 13          | 0           | 0           | 3               | 0               | 0               | 3                 | 0                 | 0                 | -          | -          | -          | C1                             | 4                              | 0                              | 0                              | 2      | 0      | 0      | 25    | 0     | 0     |
| 2018-2019             | Manchester United     | Premier League        | 16          | 2           | 0           | 3               | 0               | 0               | -                 | -                 | -                 | -          | -          | -          | C1                             | 3                              | 0                              | 0                              | 7      | 0      | 0      | 29    | 2     | 0     |
| 2019-2020             | Manchester United     | Premier League        | 27          | 4           | 1           | 2               | 0               | 0               | 1                 | 0                 | 0                 | -          | -          | -          | C3                             | 7                              | 1                              | 0                              | 3      | 0      | 2      | 40    | 5     | 3     |
| 2020-2021             | Manchester United     | Premier League        | 32          | 4           | 1           | 4               | 2               | 0               | 2                 | 1                 | 0                 | -          | -          | -          | C1+C3                          | 5+6                            | 0+0                            | 0+1                            | 14     | 0      | 0      | 63    | 7     | 2     |
| 2021-2022             | Manchester United     | Premier League        | 30          | 1           | 1           | 2               | 1               | 0               | -                 | -                 | -                 | -          | -          | -          | C1                             | 5                              | 0                              | 0                              | 8      | 1      | 0      | 45    | 3     | 1     |
| 2022-2023             | Manchester United     | Premier League        | 24          | 1           | 0           | 4               | 0               | 0               | 4                 | 1                 | 1                 | -          | -          | -          | C3                             | 7                              | 1                              | 1                              | 7      | 5      | 0      | 46    | 8     | 2     |
| 2023-2024             | Manchester United     | Premier League        | 32          | 7           | 1           | 6               | 2               | 1               | -                 | -                 | -                 | -          | -          | -          | C1                             | 5                              | 1                              | 1                              | 11     | 3      | 0      | 54    | 13    | 3     |
| 2024-2025             | Manchester United     | Premier League        | 2           | 0           | 0           | -               | -               | -               | -                 | -                 | -                 | 1          | 0          | 0          | C3                             | -                              | -                              | -                              | -      | -      | -      | 3     | 0     | 0     |
| Sous-total            | Sous-total            | Sous-total            | 178         | 19          | 4           | 24              | 5               | 1               | 10                | 2                 | 1                 | 1          | 0          | 0          | -                              | 42                             | 3                              | 3                              | 52     | 9      | 3      | 307   | 38    | 12    |
| 2024-2025             | SSC Naples            | Serie A               | 34          | 12          | 4           | 2               | 1               | 0               | -                 | -                 | -                 | -          | -          | -          | -                              | -                              | -                              | -                              | 9      | 3      | 0      | 45    | 16    | 4     |
| Total sur la carrière | Total sur la carrière | Total sur la carrière | 209         | 30          | 8           | 26              | 6               | 1               | 10                | 2                 | 1                 | 1          | 0          | 0          | -                              | 42                             | 3                              | 3                              | 61     | 12     | 3      | 349   | 53    | 16    |

Le tableau suivant liste les rencontres de l'équipe d'Écosse dans lesquelles Scott McTominay a été sélectionné depuis le 23 mars 2018 jusqu'à présent :

## Palmarès
| Manchester United (2) | SSC Naples (1)                                   |
| --- | ------------------------------------------------ |
| - Championnat d'Angleterre : - Vice-Champion en 2018 et 2021 - Coupe d'Angleterre (1) : - Vainqueur en 2024 - Finaliste en 2023 - Coupe de la Ligue (1) : - Vainqueur en 2023 - Community Shield : - Finaliste en 2024 - Ligue Europa : - Finaliste en 2021 | - Championnat d'Italie (1) : - Vainqueur en 2025 |

### Distinctions individuelles
- Membre de l'équipe type de la Ligue Europa en 2021[17].
- Meilleur joueur de l'année de Serie A en 2025[18].